# Consejo de Aragón
Para el órgano de gobierno durante la Guerra Civil, véase Consejo Regional de Defensa de Aragón.

El Imperio de Felipe II en 1598, distinguiendo el ámbito de cada consejo territorial en el sistema polisinodial de la Monarquía Hispánica
Territorios adscritos al Consejo de Castilla
Territorios adscritos al Consejo de Aragón
Territorios adscritos al Consejo de Portugal
Territorios adscritos al Consejo de Italia desde 1556, antes parte del Consejo de Aragón
Territorios adscritos al Consejo de Indias
Territorios adscritos al Consejo de Flandes, abarcando los territorios disputados con las Provincias Unidas

El Real y Supremo Consejo de Aragón o Consejo Supremo de Aragón o Sacro Supremo Consilio Aragoniae Coronae o Consejo de Aragón fue el consejo permanente creado en 1494 por el rey Fernando II el Católico para tratar los asuntos de los estados de la Corona de Aragón tras la unión dinástica de ésta con la Corona de Castilla por el matrimonio de Fernando con Isabel I de Castilla y que dio nacimiento a la Monarquía Hispánica. Fue uno de los primeros consejos que formaron el régimen polisinodial que caracterizó a la Monarquía Hispánica bajo la Casa de Austria. Dejó de existir al quedar abolida la Corona de Aragón por los Decretos de Nueva Planta de 1707-1715 promulgados por el nuevo rey de la Casa de Borbón, Felipe V, tras la retirada de los austracistas en la guerra de sucesión española.

## Historia
El Consejo de Aragón va a tener como función principal la gobernación de la Corona de Aragón por Fernando II, conjunta e integrada con la Corona de Castilla, competente en todo ámbito de la administración del reino, además de ser el alto tribunal de justicia real. Actúa también como nexo entre el rey y los virreyes.

### Origen
El Consejo de Aragón tuvo su origen en el grupo de juristas naturales de los diversos territorios de la Corona de Aragón que reunió Fernando II el Católico tras la unión dinástica con la Corona de Castilla que dio nacimiento a la Monarquía Hispánica. Su función era asesorarle en los asuntos que afectaban a aquella corona cuando él estaba en Castilla, donde pasó la mayor parte de su reinado. En 1494 Fernando decidió convertirlos en un órgano colegiado y permanente y que además actuaría como última instancia jurídica de los estados de la Corona de Aragón. En la British Library se conserva el documento de su creación y confirmación por Carlos I: «por çédula de los dichos señores Reyes cathólicos, despachada en Madrid, año de 1494, en diez y nuebe de noviembre se constituió y formó el Consejo supremo que reside en la Corte (...) Después, Carlos V por çédula firmada en Bruselas a 20 de abril de 1522 confirmó la institución y jurisdicción del dicho Consejo».

### Composición
A la cabeza del Consejo está el vicecanciller de la Corona de Aragón, que es la misma figura que el presidente en Castilla. En este caso será siempre un jurista, que será el que redacte los documentos que salen del consejo. Después encontramos los regentes, que son el equiparable de los consejeros en el Consejo de Castilla. Son seis, dos del reino de Aragón, dos del reino de Valencia y dos del principado de Cataluña. Hasta 1556, participaban en el Consejo también el reino de Nápoles y el reino de Sicilia. A partir de 1626, se incorporó además un regente en representación de Cerdeña. Todos los miembros del Consejo son naturales de los Estados de la Corona de Aragón excepto el Tesorero General, que es quien se encarga de gestionar el erario real. La última figura del Consejo de Aragón es la del protonotario, que es el que tiene los sellos del reino y quien autoriza los documentos. Es el primer notario de la Corona.
Los dos regentes por cada reino de la Corona de Aragón eran nombrados por el rey entre los letrados de cada territorio, por lo que su opinión cuando se trataban asuntos exclusivos de cada uno de ellos era muchas veces determinante en la «consulta» que se elevaba al rey, incluidos los nombramientos de los oficiales reales —que según las Constituciones catalanas, los Fueros de Aragón y los Furs de València también tenían que ser naturales de cada reino— especialmente si las opiniones de los dos regentes coincidían con las del virrey respectivo.
Un documento, de la primera década del siglo XVII, dice sobre la composición de este Consejo que:

- Ay un Viçechançiller que es el presidente del.
- Ay un Tesorero General de Aragón, titulado de capa y espada. 
- Ay un Conservador General.
- Seis Oydores de ropa, jurisconsultos que llaman Regentes. Los dos de ellos del Reyno de Aragón, otros dos del de Valencia, y los otros dos del Prinçipado de Cataluña, de suerte que an de ser todos naturales de la Corona de Aragón, ansí el Vicechançiller como los Regentes, fiscales y todos los demás oficiales y ministros deste Consejo.
- Ay un Protonotario de todos los Reynos de la Corona de Aragón, que es Secretario del Rey y Consejero, y precede al fiscal de ropa y a todos los Secretarios del Rey en todos los actos públicos y asiento, del qual dependen muchos de los negoçios de aquellos Reynos y tocánle todos los despachos generales, y pasan ante él las Cortes quando los Reyes de España las van a çelebrar a aquellos Reynos (....).
- El oficio y sello de todos ellos anda con el oficio de Protonotario y está de ordinario en su casa, que es como el sello real y registro de Castilla, llamanle la Chançillería.
- Un fiscal jurisconsulto con ropa y sin boto, a quien llaman abogado fiscal. 
- Ay otro secretario del Rey que refrenda las cosas y despachos de Aragón:
  - Otro del Reyno de Valençia 
  - Otro del Reyno de Çerdeña 
  - Otro del Prinçipado de Cataluña 
  - Otro del Reyno de Mallorca 
  - Otro de la Orden de Montesa 

- Un procurador fiscal de capa y espada 
- Ay ocho escrivanos de mandamiento ante quien pasan las costas de justicia, como los escrivanos de Cámara del Consejo Real de Justicia de Castilla.
- Ay otros doçe escrivanos que llaman de registro, que registran todos los despachos y costas que se deben registrar en la forma que en el registro de Castilla. Estos han de continuar y acudir cada día a la Chançillería y casa del Protonotario, donde está, porque anda con él como dicho es.

Origen de los Consejos de España, su Jurisdiçión y exercicio, en British Library, Eg. 338. La cita en fols. 45vto.-46rº.

### Competencias y detalle
Este Consejo era competente, según el mismo documento, en: «todas las cosas de Estado y Guerra, Justicia y Gobierno, provisiones, merçedes, arzobispados y obispados, abadías, prevendas, benefiçios eclesiásticos, y hábitos de la Orden y Cavallería de Montesa. Consúltasele todo a su magestad, según y como se haçe en la Corona de Castilla, y provee lo que más es servido, reservando los ofiçios de Gobiernos de los dichos Reynos, anuales y menores, que los proveen sin consulta, pero embian los privilegios despachados a firmar de Su Magestad».
Con el desarrollo del régimen polisinodial por la nueva dinastía de los Austrias, algunos de los nuevos consejos —singularmente el Consejo de Estado y el Consejo Supremo de Guerra, encargados de asesorar a los monarcas en la política exterior y en la organización militar, respectivamente— trataron cuestiones que afectaban a los reinos de la Corona de Aragón, por lo que el Consejo de Aragón dejó de ser el único que trataba los asuntos de la Corona. Además la Inquisición, creada inicialmente para la Corona de Castilla, extendió su ámbito de actuación a la Corona de Aragón, no sin fuertes resistencias por parte de sus estados, lo que también supuso una limitación de las competencias del Consejo de Aragón. "El Santo Oficio fue un órgano centralizado y aunque en teoría sus atribuciones se limitarán básicamente al tratamiento de cuestiones contra la fe, su calidad de consejo real y el efectivo control que sobre él ejerció la monarquía, le hicieron asumir funciones de marcado carácter político".

### Los Decretos de Nueva Planta: el fin del Consejo de Aragón
Cuando finaliza el siglo XVII, la monarquía de la Casa de Austria gobierna mediante trece Consejos: de Estado, de Guerra, de Castilla, de la Cámara, de Hacienda, de Órdenes, de la Inquisición, de la Cruzada, de Aragón, de las Indias, de Navarra, de Flandes y de Italia. La nueva dinastía reinante suprimirá el 29 de marzo de 1702 el Consejo de Flandes, responsabilizándose Luis XIV de los Países Bajos, quien a su vez la transfiere más tarde al elector de Baviera «como prenda de la adhesión de éste a la alianza borbónica».
La victoria borbónica de Almansa, el 27 de abril de 1707, hace retirar a los austracistas a Cataluña y decide la guerra. Felipe V dicta el 29 de junio un decreto aboliendo los «fueros, privilegios, prácticas y costumbres» vigentes hasta entonces en los reinos de Aragón y de Valencia. El 15 del mes siguiente, otro decreto suprime el Consejo de Aragón, distribuyendo sus negocios entre los Consejos de Castilla y de la Cámara.
El decreto también confía al Consejo de Italia —que será extinguido a raíz de Utrecht— los territorios ultramarinos de Cerdeña, Mallorca y Menorca, y al Consejo de Órdenes los asuntos de la orden de Montesa. Se ponía fin a una existencia de algo más de dos siglos de este supremo tribunal.

### Presidentes
Véase : Anexo:Presidentes del Consejo de Aragón